# Cantharellus luteocomus
Cantharellus luteocomus é uma espécie de fungo pertencente à família Cantharellaceae.